# Liste der Naturdenkmale in Offenbach an der Queich
Die Liste der Naturdenkmale in Offenbach an der Queich nennt die im Gemeindegebiet von Offenbach an der Queich ausgewiesenen Naturdenkmale (Stand 23. Mai 2024).

## Ehemalige Naturdenkmale
| Nr. | Bezeichnung       | Lage                                  | Beschreibung                     | Bild                                    |
| --- | ----------------- | ------------------------------------- | -------------------------------- | --------------------------------------- |
|     | Hügelgräbergruppe | nördlich des Ortes im Niederwald Lage | Rechtsverordnung 1988 aufgehoben | Direkt Bild zu diesem Denkmal hochladen |